# El Ocotito, Chilpancingo de los Bravo
El Ocotito är en ort i Mexiko.   Den ligger i kommunen Chilpancingo de los Bravo och delstaten Guerrero, i den södra delen av landet, 250 km söder om huvudstaden Mexico City. El Ocotito ligger 734 meter över havet och antalet invånare är 5 983.
Terrängen runt El Ocotito är huvudsakligen kuperad, men norrut är den bergig. Runt El Ocotito är det ganska tätbefolkat, med 72 invånare per kvadratkilometer. Närmaste större samhälle är Tierra Colorada, 9,0 km söder om El Ocotito. I omgivningarna runt El Ocotito växer huvudsakligen savannskog.